# Tronco tireocervical
O tronco tireocervical, também denominado tronco tireobicervicobiescapular, é um ramo colateral da artéria subclávia que emerge da primeira porção desse vaso, ou seja, entre sua origem e a borda proximal do músculo escaleno anterior. Está localizada distalmente à artéria vertebral e proximalmente ao tronco costocervical.

## Ramos
É uma artéria pequena, que logo após sua origem se divide em três ramos:
- artéria tireóidea inferior
- artéria supraescapular
- artéria cervical transversa ( artéria transversa do pescoço)

Ambas as artérias cervical transversa e supraescapular se dirigem lateralmente e cruzam em frente (anterior) ao músculo escaleno anterior e ao nervo frênico. A artéria tireóide inferior tem um trajeto superior ao tronco tireocervical, indo em direção à porção inferior da glândula tireóide.

## Imagens adicionais

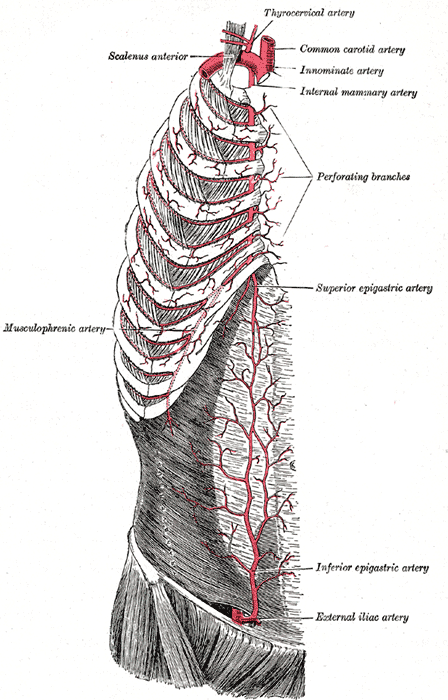
O tronco tireocervical, e a artéria torácica interna com suas ramificações.